# Syskonen Baudelaires olycksaliga liv (TV-serie)
Syskonen Baudelaires olycksaliga liv (originaltitel: A Series of Unfortunate Events) är en amerikansk dramaserie med inslag av svart humor. Serien är baserad på böckerna med samma namn av Lemony Snicket. Handlingen kretsar kring syskonen Violet, Klaus och Sunny Baudelaire som blir föräldralösa och tvingas bo hos greve Olaf, som är ute efter deras ärvda förmögenhet. Rollerna spelas av Neil Patrick Harris, Patrick Warburton, Malina Weissman, Louis Hynes, K. Todd Freeman och Presley Smith. Alla åtta avsnitt i säsong ett släpptes samtidigt den 13 januari 2017 på Netflix. Säsongen täcker de fyra första böckerna. Den andra säsongen kom ut den 30 mars 2018 och berättar bok nr 5 till bok nr 9. En tredje säsong planerar att avsluta serien och berätta de 4 sista böckerna. 

## Rollista (i urval)

### Huvudroller
- Neil Patrick Harris – Greve Olaf
- Patrick Warburton – Lemony Snicket
- Malina Weissman – Violet Baudelaire
- Louis Hynes – Klaus Baudelaire
- K. Todd Freeman – Arthur Poe
- Presley Smith – Sunny Baudelaire

### Återkommande roller
- Will Arnett – Far
- Cobie Smulders – Mor
- Usman Ally – En av greve Olafs medhjälpare
- Matty Cardarople – En av greve Olafs medhjälpare
- Cleo King – Eleanora Poe
- John DeSantis – En av greve Olafs medhjälpare
- Jacqueline och Joyce Robbins – En av greve Olafs medhjälpare

## Avsnitt
| Nr | Titel                            | Regi             | Manus               | Sändningsdatum  |
| -- | -------------------------------- | ---------------- | ------------------- | --------------- |
| 1  | "En olustig början, del 1"       | Barry Sonnenfeld | Daniel Handler      | 13 januari 2017 |
| 2  | "En olustig början, del 2"       | Barry Sonnenfeld | Daniel Handler      | 13 januari 2017 |
| 3  | "Reptilrummet, del 1"            | Mark Palansky    | Daniel Handler      | 13 januari 2017 |
| 4  | "Reptilrummet, del 2"            | Mark Palansky    | Emily Fox           | 13 januari 2017 |
| 5  | "Den sorgsna sjön, del 1"        | Barry Sonnenfeld | Daniel Handler      | 13 januari 2017 |
| 6  | "Den sorgsna sjön, del 2"        | Barry Sonnenfeld | Daniel Handler      | 13 januari 2017 |
| 7  | "Det sällsamma sågverket, del 1" | Bo Welch         | Joe Tracz           | 13 januari 2017 |
| 8  | "Det sällsamma sågverket, del 2" | Bo Welch         | Tatiana Suarez-Pico | 13 januari 2017 |